# Кот (Лендава)
Кот (словен. Kot) — поселення в общині Лендава, Помурський регіон, Словенія. Висота над рівнем моря: 164,5 м.